# Miles in Tokyo
Miles in Tokyo – album koncertowy Milesa Davisa wydany przez wytwórnię CBS/Sony w 1969.
Album zawiera nagrania kwintetu Milesa Davisa dokonane podczas koncertu w Tokio w 14 lipca 1964. Na saksofonie tenorowym gra Sam Rivers, który zastąpił poprzednio występującego z Davisem George’a Colemana. Współpraca Davisa z Riversem trwała krótko i jest to jedyna płyta, która ją dokumentuje. Wkrótce Riversa zastąpił Wayne Shorter i tak powstał tzw. drugi wielki kwintet Davisa.
Płyta Miles in Tokyo została wydana dopiero w 1969 i początkowo była dostępna jedynie w Japonii. W 2005 reedycja została wydana na płycie kompaktowej.

## Lista utworów
| 1. | „Introduction by Teruo Isono”                       | 1:10  |
|    |                                                     |       |
| 2. | „If I Were a Bell” (Frank Loesser)                  | 10:15 |
|    |                                                     |       |
| 3. | „My Funny Valentine” (Richard Rodgers, Lorenz Hart) | 12:48 |
|    |                                                     |       |
| 4. | „So What” (Miles Davis)                             | 8:03  |
|    |                                                     |       |
| 5. | „Walkin’” (Richard Carpenter)                       | 9:13  |
|    |                                                     |       |
| 6. | „All of You” (Cole Porter)                          | 11:18 |
|    |                                                     |       |
| 7. | „Go-Go (Theme and Announcement)” (Miles Davis)      | 1:20  |
|    |                                                     |       |
|    |                                                     | 54:07 |
|    |                                                     |       |

## Twórcy
- Miles Davis – trąbka
- Sam Rivers – saksofon tenorowy
- Herbie Hancock – fortepian
- Ron Carter – kontrabas
- Tony Williams – perkusja

## Informacje uzupełniające
- Nadzór wykonawczy – Kiyoshi Itoh
- Nadzór wykonawczy nad reedycją – Michael Cuscuna, Bob Belden
- Remastering cyfrowy – Mark Wilder (Sony Music Studios, Nowy Jork)
- Tekst na okładce – Takao Ogawa